# へそくり社長
『へそくり社長』（へそくりしゃちょう）は、1956年1月3日に公開された『社長シリーズ』第1作の映画。製作、配給は東宝。モノクロ。
キャッチコピーは「女房はコワイ! 浮気はしたい! 賞与（ボーナス）へそくる三等社長!」。

## 概要
森繁久彌の社長、小林桂樹の秘書、そして三木のり平の宴会部長という、シリーズを通しての設定ができあがった作品。その後の正・続編の作りとは異なり、2作品を通してひとつのストーリーが完結する。

## スタッフ
- 製作：藤本真澄
- 脚本：笠原良三
- 音楽：松井八郎
- 撮影：中井朝一
- 美術：河東安英
- 編集：大井英史
- 監督：千葉泰樹

## キャスト
- 田代善之助（二代目社長）：森繁久彌
- 田代厚子（善之助の妻）：越路吹雪
- 小森信一（社長秘書）：小林桂樹
- 福原イネ（先代社長の妻、会長）：三好栄子
- 福原未知子（先代社長の娘）：八千草薫
- 大塚悠子（小森の恋人）：司葉子
- 大塚英一（悠子の弟）：井上大助
- 赤倉：古川緑波
- 小野田：上原謙
- 経理部長：三木のり平
- 小寿々（小唄の師匠）：藤間紫

## ロケ地
- 紙パルプ会館（銀座フェニックスプラザ）
- 旧帝国劇場
- 資生堂パーラー
- 松屋通り
- 朝日稲荷前
- 羽田空港

## 同時上映
『宮本武蔵 完結編 決闘巌流島』
- 原作：吉川英治、監督：稲垣浩、主演：三船敏郎。